# Acronicta uniformis
Acronicta uniformis är en fjärilsart som beskrevs av Latin 1940. Acronicta uniformis ingår i släktet Acronicta och familjen nattflyn. Inga underarter finns listade i Catalogue of Life.